# الحدود بين باراغواي والبرازيل

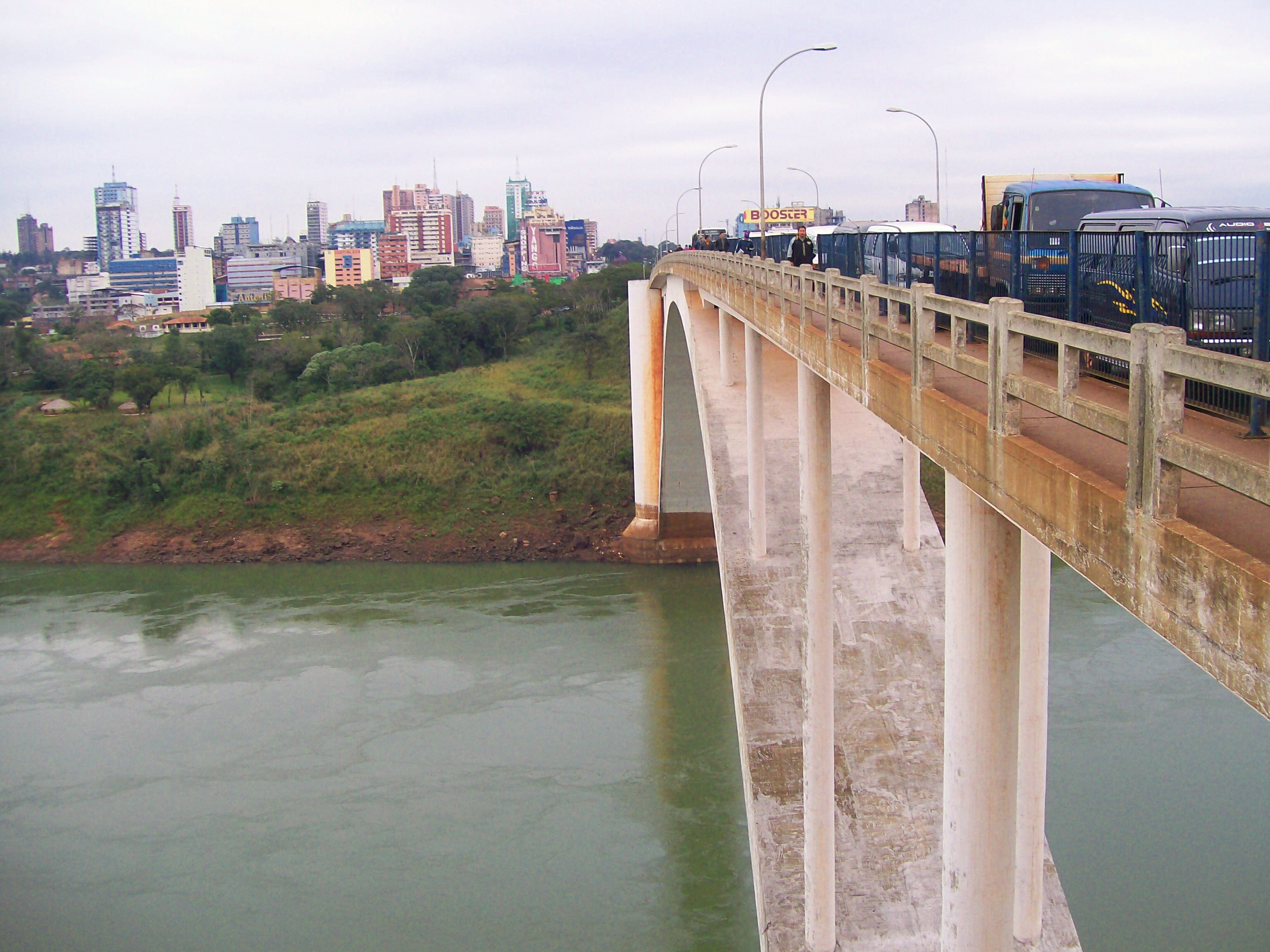
جسر الصداقة الدولي، الواقع بين فوز دو إيغواسو (البرازيل) وسيوداد ديل إستي (باراغواي)، هو الرمز الرئيسي للحدود بين البرازيل وباراغواي.

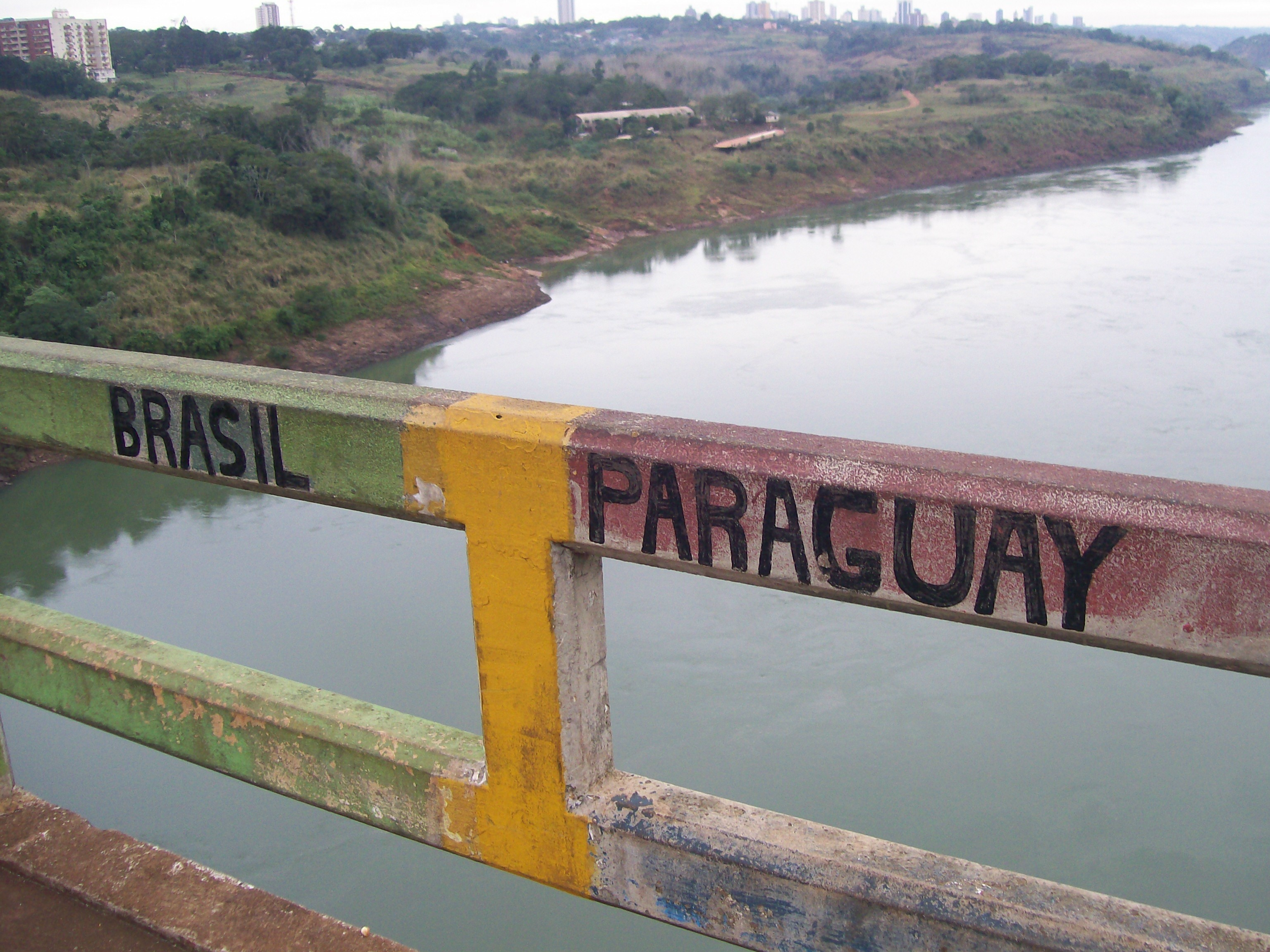
النقطة الدقيقة للخط الحدودي بينالبرازيل وباراغواي، عند جسر الصداقة.

تمتد الحدود بين باراغواي والبرازيل من فوز دو إيغواسو بارانا، إلى كورومبا، ماتو غروسو دو سول. تقطع الحدود مجموعة متنوعة من التضاريس، من مناطق حضرية كبيرة عن طريق الصحارى والأراضي الرطبة. يبدأ خط الحدود في إطار الحدود الثلاثة، بين فوز دو إيغواسو وفرانكو وينتهي في الحدود الثلاثية مع بوليفيا، بالقرب من مدينة باهيا نيجرا في باراغواي. على الحدود بين البرازيل وباراغواي، تقع محطة إيتايبو للطاقة الكهرومائية، وهي واحدة من أكبر محطات الطاقة الكهرومائية في العالم من حيث توليد الطاقة السنوي.

## التاريخ
تم ترسيم الحدود بعد حرب باراغواي، عندما تم التوقيع في عام 1872 على معاهدة سلام مع باراغواي، والتي تضمنت أيضًا حدودها مع البرازيل.

## روابط خارجية
- معلومات حول الحدود بين البرازيل وباراغواي (بالبرتغالية)